# Acanthoisis flabellata
Acanthoisis flabellata är en korallart som beskrevs av Kükenthal 1907. Acanthoisis flabellata ingår i släktet Acanthoisis och familjen Isididae. Inga underarter finns listade i Catalogue of Life.